# Dirk Scalongne
Dirk Scalongne (Amsterdam, 12 de desembre de 1879 - Amstelveen, 1 d'abril de 1973) va ser un tirador neerlandès que va competir a començaments del segle xx.
El 1912 va prendre part en els Jocs Olímpics d'Estocolm, on va disputar la prova de sabre per equips del programa d'esgrima, en què guanyà la medalla de bronze.
Membre de la marina neerlandesa des dels 18 anys, va participar en el desenvolupament dels primers submarins del país. El 1907 es va convertir en un dels primers comandants de l'O1, el primer submarí neerlandès. Es va retirar el 1934, amb el grau de contraalmirall.